# Pauline am Strand
Pauline am Strand (Originaltitel Pauline à la plage) ist ein Spielfilm des französischen Filmemachers Éric Rohmer aus dem Jahr 1983. Die Filmkomödie ist der dritte Teil des Zyklus Komödien und Sprichwörter. Im Mittelpunkt stehen zwei Cousinen, die im Urlaub drei Männern begegnen. Zwischen den jungen Leuten kommt es zu Liebesbeziehungen und vielen Gesprächen über die Liebe. Kommentiert wird die Handlung durch das Sprichwort „Wer zu viel spricht, schadet sich selbst.“

## Handlung
Die 15-jährige Pauline fährt mit ihrer etwa zehn Jahre älteren, frisch geschiedenen Cousine Marion in die Normandie, um im Ferienhaus der Familie den Rest der Sommerferien zu verbringen. Am Strand treffen sie Pierre, einen ehemaligen Liebhaber Marions, und lernen dessen Bekannten Henri kennen, der etwa Mitte 30 ist. Henri lädt sie zum Abendessen zu sich nach Hause ein, und Marion, auf der Suche nach einer neuen Liebe, verbringt die Nacht mit ihm.
Während Pierre Marion Unterricht im Windsurfen gibt, begegnet Pauline am Strand dem 17-jährigen Sylvain. Marion kann Pierre, der ihr schon am Vorabend seine Liebe erklärt hat, abwimmeln und trifft sich wieder mit Henri. Sie versucht, Pierre mit Pauline zu verkuppeln, erntet jedoch keinen Erfolg: Pauline findet Pierre zu alt, während er so sehr auf Marion fixiert ist, dass er sich für kein anderes Mädchen interessiert. Am nächsten Tag lädt Henri Pauline und Sylvain, die sich angefreundet haben, zu sich nach Hause ein. Marion beobachtet die beiden Jugendlichen, wie sie zusammen auf dem Bett liegen und sich küssen. Sie erzählt Henri davon, da sie sich für Pauline verantwortlich fühlt.
Marion und Pauline machen einen Ausflug zum Mont Saint-Michel, Henri und Sylvain treffen am Strand Louisette, eine Bonbonverkäuferin, und gehen wieder zu Henri. Sylvain bleibt vor dem Fernseher sitzen, während Henri mit Louisette schläft, wobei Louisette von Pierre gesehen wird, der mehr oder weniger zufällig am Haus vorbeikommt. Als Marion zurückkehrt, warnt Sylvain Henri, der ihn aber zusammen mit Louisette ins Badezimmer sperrt und so bei Marion den Eindruck erweckt, die beiden hätten sich miteinander vergnügt. Auf ihre Frage: „Verleihst du jetzt schon dein Bett?“ antwortet Henri scheinheilig, er habe nicht bemerkt, wie die beiden nach oben gegangen seien.
Pierre besucht Marion und erzählt ihr, dass er Louisette im Schlafzimmer von Henri gesehen habe. Marion kann ihn aber davon überzeugen, dass Louisette mit Sylvain geschlafen habe, was Pierre dann auch noch Pauline hinterbringt, die aus allen Wolken fällt und Sylvain nicht mehr sehen will. Später sagt Louisette Pierre die Wahrheit. Sylvain stellt Henri zur Rede und wirft ihm wutentbrannt vor, seine Romanze mit Pauline zerstört zu haben. Am nächsten Tag muss Marion nach Paris, Pierre und Henri klären Pauline über das Missverständnis auf und entschuldigen sich bei ihr und Sylvain. Paulines romantische Gefühle für Sylvain scheinen jedoch trotzdem abgekühlt zu sein.
Pauline, die im Haus von Henri übernachtet hat, wacht auf, als er sie auf das Bein küsst. Mit einem kräftigen Fußtritt weist sie den Annäherungsversuch unmissverständlich zurück, beide nehmen die Sache allerdings mit Humor. Beim Frühstück erklärt ihr Henri, dass er nach Quiberon verreisen und Marion zurücklassen werde. Enttäuscht von ihren Männerbekanntschaften beschließen Pauline und Marion, vorzeitig nach Paris zurückzukehren.

## Hintergrund
Pauline am Strand ist der dritte Teil des Filmzyklus Komödien und Sprichwörter. Vorangegangen waren Die Frau des Fliegers (1981) und Die schöne Hochzeit (1982). In den folgenden Jahren schlossen sich Vollmondnächte (1984), Das grüne Leuchten (1986) und Der Freund meiner Freundin (1987) an. Als „Sprichwort“ hat Rohmer dem Film ein Zitat aus Chrétien de Troyes Versepos Perceval vorangestellt: „Qui trop parole il se mesfait.“ („Wer zuviel spricht, schadet sich selbst.“) Der Stoff geht zurück auf den Entwurf eines Theaterstücks, den Rohmer Ende der 1950er Jahre geschrieben hatte, und der in unterschiedlichen Fassungen Les Vacances oder Friponnes de porcelaine betitelt war. Er handelt von vier jungen Leuten in einer Villa, die sich in ihren Gesprächen über die Liebe gegenseitig malträtieren, und war stark beeinflusst von Roger Vadims frühen Filmen. Ende der 1970er Jahre griff er den Stoff wieder auf und verfasste unter dem Titel Loup y es-tu? eine Serie von unzusammenhängenden Szenen, in denen er die Charaktere weiter erforschte. Dies war auch der Arbeitstitel des Films, bis Rohmer ihn durch Pauline à la plage ersetzte.
Der Film wurde in der Normandie gedreht, wo Rohmers Mitarbeiterin Marie Bouteloup ein Ferienhaus zur Verfügung stellte. Der titelgebende lange, flache Strand liegt bei Jullouville. Ausflüge führen die Figuren zum Mont-Saint-Michel und nach Granville. Gegenüber seinem Kameramann Néstor Almendros, mit dem Rohmer nach dessen Rückkehr aus Amerika wieder zusammenarbeitete, gab er Eugène Boudins Gemälde der Normandie als visuelle Inspiration an. Die bestimmenden Farben des Films waren blau, rot und weiß, wobei insbesondere die letzte Farbe den Film und seine Strandszenen dominiert bis nahe zur Überbelichtung. Zusammen kommen die drei Farben der Tricolore im Gemälde La Blouse romaine von Henri Matisse, das als Wandschmuck in Paulines Zimmer hing und auch auf dem Kinoplakat des Films gezeigt wurde. Rohmer hatte die Reproduktion vor Beginn der Dreharbeiten in einer Buchhandlung gesehen und sich bei der visuellen Gestaltung des Films durch Matisse beeinflussen lassen.
Mit den meisten Schauspielern hatte Rohmer schon in früheren Filmen gedreht, so etwa mit Arielle Dombasle erst im Vorjahr in Die schöne Hochzeit. Amanda Langlet, die Darstellerin der Pauline, wählte Rohmer lediglich aufgrund eines Bildes in Katalogen französischer Kinderdarsteller und eines kurzen Telefonats aus. Wie mit den meisten seiner erwachsenen Schauspielerinnen führte er auch mit der Jugendlichen ausführliche Interviews, um Figur und Person in Einklang zu bringen. Er besetzte sie später erneut in Sommer (1996) und in Triple Agent (2004). Féodor Atkine, der im Gegensatz zu anderen der jungen Rohmer’schen Darsteller bereits ein etablierter Schauspieler war, wunderte sich im Rückblick über die Schauspielerführung des Regisseurs, der ihm bloß sagte, was immer er vor der Kamera tue, sei in Ordnung. Pascal Greggory fand die Erklärung darin, dass Rohmer seine Darsteller schon vor Drehbeginn so genau beobachtet und sein Skript mit ihren Persönlichkeiten in Einklang gebracht hatte, bis all ihre Handlungen vor der Kamera mit seinem Plan übereinstimmten: „Als Individuen sind wir weniger seine Schauspieler als seine Figuren“. Für Arielle Dombasle führte dies zur unbehaglichen Erfahrung, dass das Publikum weniger über ihr Schauspiel lachte als über persönliche Eigenheiten.

## Rezeption
Pauline am Strand war in Frankreich ein Erfolg beim Publikum und hatte über 320.000 Kinobesucher. Die Kritik reagierte allerdings verwirrt auf die Hilflosigkeit der Darstellung und den nicht erkennbaren Standpunkt des Regisseurs. So waren sich Georges Charensol und Gérard Lefort in der Kultursendung Le Masque et la Plume einig darin, dass der Film das Publikum oft zum Lachen brächte, aber nicht im beabsichtigten Sinne Rohmers. Claude Baignères hielt den Film in Le Figaro gar für einen Anwärter auf den „Preis für den lächerlichsten Film 1983“. Alles klinge falsch, und die Schauspieler machten bei Gesten und Intonation so gravierende Schnitzer, wie sie den untalentiertesten Amateuren nicht unterlaufen wären, allen voran Arielle Dombasle. Hingegen urteilte Vincent Ostria in Les Inrockuptibles, der Film sei „unter einem verspielten und hedonistischen Äußeren ein perfekter Gegensatz zu den populären Teeniefilmen der Epoche wie La Boum.“ Trotz lächerlicher Ablenkungen – „Arielle Dombasle, wer sonst?“ – und verbaler Logorrhoe sei es „ein unendlich komplexes Werk über Leidenschaft und ihre Derivate“, in der die unterschiedlichen Haltungen zur Liebe vorgeführt würden: „Libertinismus, Sinnlichkeit, Liebe auf den ersten Blick, Treue usw.“
Besonders erfolgreich war der Film in den Vereinigten Staaten, wo er 2,5 Millionen Dollar einspielte. Geschätzt wurde dort die freizügige Atmosphäre des Films, die auch schon Die Liebe am Nachmittag zu einem Erfolg gemacht hatte. Rohmer selbst führte den Erfolg aber auch darauf zurück, dass die Untertitel den Dialog vereinfachten. Vincent Canby in der New York Times hielt Pauline am Strand für „ein weiteres rares Rohmer-Vergnügen“, von dem er hoffte, dass es viele neue Bewunderer für „einen der originellsten und elegantesten Filmemacher der heutigen Zeit“ einbringen würde. Anders als seine französische Kollegen hob er die besonders hinreißende Performance von Arielle Dombasle hervor, die eine kommende Größe des französischen Films werden könne. Zwar werde im Film viel geredet, doch sei gerade dies Teil der Komödie, dass jede Figur aus den vermeintlich reinsten Motiven mit zunehmenden Verzweiflung versuche, eine andere Figur davon zu überzeugen, warum sie jemanden lieben oder nicht lieben solle.
Der Filmdienst wertete: „Ein federleicht scheinendes, aber präzise und scharfsinnig inszeniertes Spiel um Rollenmuster, trügerische Verhaltensweisen und den alltäglichen Widerspruch zwischen Reden und Handeln – trotz seines Dialogreichtums spannend und erheiternd.“ Karsten Witte beschrieb in der Zeit: „Sie zerreden Gefühle, bis kein Wort mehr zu sagen bleibt, jeder Sinn und Buchstabe restlos vertilgt ist. Das klingt nie dumm, denkt noch die Blödheit konsequent zu Ende und ist darin wieder amüsant.“ Urs Jenny urteilte im Spiegel: „Rohmers Kunst ist minimal art, Bestrickung durch nichts als Klugheit und Charme, eine helle, ganz unverlogene Kunst“. In all dem „Tanz der Eifersucht, Eigenliebe und Eitelkeit“ gebe es am Ende nur eine Wahrheit, die Pauline ausspreche: „Ihr redet dauernd von Liebe, […] dabei wollt ihr alle bloß geliebt werden.“

## Auszeichnungen
Pauline am Strand gewann 1983 bei den Berliner Filmfestspielen einen Silbernen Bären für die Beste Regie und den französischen Kritikerpreis Prix Méliès als Bester französischer Film.